# Richard Alpert (Lost)
Richard Alpert (conocido como Ricardus en latín y Ricardo en español) es un personaje ficticio de la serie de televisión estadounidense Lost, de la cadena ABC, interpretado por el actor Nestor Carbonell.
Alpert es el consejero de los Otros, habitantes permanentes de la isla. Medió en los conflictos surgidos con el Ejército de los Estados Unidos y la Iniciativa Dharma cuando llegaron a la isla. Desde su primera aparición cronológica en 1867 hasta los sucesos más recientes, Alpert no envejece y mantiene la misma edad.
Originalmente fue introducido como una estrella invitada para el episodio de la tercera temporada «Not in Portland», apareciendo durante dicha temporada en varios capítulos más y ganando protagonismo en las temporadas siguientes hasta que se convirtió en personaje regular para la sexta temporada de la serie.

## Características
El misterio que rodea a la inmortalidad del personaje fue uno de los más discutidos entre la comunidad de fans de la serie. A pesar de estar presente en escenas transcurridas desde la década de 1950 hasta los años 2000, el personaje parece no envejecer. Cuando preguntaron a Matthew Fox en la Comic-Con 2008 cuántos años creía que tenía Richard, el actor respondió 125, cifra que fue negada por el productor Damon Lindelof. Cuando Locke preguntó a Juliet por al edad de Richard en "Jughead", ella simplemente respondió "viejo". En "Follow the Leader", Ben comparó el trabajo de Richard con el de un consejero "que lo lleva desempeñando mucho, mucho tiempo." En "The Incident", Richard menciona que no tiene edad porque Jacob le tocó. Finalmente, en el noveno episodio de la sexta temporada, "Ab Aeterno" se revela que Richard en 1867 tenía alrededor de los 35 años cuando Jacob le prometió "vivir para siempre".
Dicho capítulo se centra en la historia de Alpert. Se le presenta como un agricultor muy pobre de la isla de Tenerife, cuya esposa, llamada Isabella está enferma, y que pide ayuda al doctor, que se la niega porque no puede pagar sus servicios. Alpert lo empuja, provocando su muerte accidentalmente por la caída. Apresado y condenado a muerte, conmuta la pena por la esclavitud, siendo vendido al capitán del “The Black Rock”, que se dirige al Nuevo Mundo. En la travesía el barco chocó contra unos arrecifes de la Isla. Finalmente, tras diversos incidentes que implican al "humo negro" el único superviviente fue Alpert. Después de esto, Jacob toca a Alpert, entregándole el don de la inmortalidad. Durante el episodio final de la serie, se hace una referencia a que el efecto de inmortalidad ya no es efectivo.
Damon Lindelof y Carlton Cuse sugirieron que el personaje nació en las Islas Canarias, puesto que en Ab Aeterno, el capítulo que narra sus orígenes, el personaje sólo habla español con acento.

## Desarrollo
Richard comparte nombre con Richard Alpert, un maestro espiritual y escritor de los años 60 y 70. El productor de Lost, Damon Lindelof confirmó que Richard fue nombrado así como tributo a alguien famoso, pero no dio más detalles. Nestor Carbonell fue originalmente contratado como estrella invitada para "Not in Portland", con la posibilidad de convertir su papel en recurrente. Después de que a los productores les gustara su actuación, su contrato se extendió a cinco apariciones más en la tercera temporada. Durante la producción de "The Man Behind the Curtain", Carbonell participó en el piloto de la serie de la CBS Cane.
Los escritores modificaron su plan de la historia original de la cuarta temporada, en previsión a la falta de disponibilidad de Carbonell. A pesar de la voluntad de Carbonell de volver a Lost, la presidenta de la CBS Nina Tassler descartó que dejara Cane para otra aparición en Lost. Cane fue cancelada durante la Huelga de guionistas en Hollywood de 2007-2008, liberando a Carbonell de su contrato con la CBS.  El productor ejecutivo Carlton Cuse mencionó esto como una de las cosas positivas que les había dejado la huelga.